# Tabula Siarensis
La Tabula Siarensis est un document épigraphique romain gravé sur bronze découvert en 1981 en Espagne, dans la région de l’ancienne Bétique, au lieu-dit La Cañada, sur le territoire de l’ancienne cité de Siarum. 
Deux fragments ont été retrouvés portant un texte sur quatre colonnes. L’inscription reproduisait le texte d’un senatus consulte et d’une rogatio (en), proposition de loi devant être portée devant le peuple. 
Ces deux textes datent de la fin de l'an 19 et concernent les honneurs funèbres décernés à Germanicus ainsi que les modalités de leur mise en œuvre. La fin du texte conservé sur la Tabula Siarensis constitue le début d'un texte qui était déjà connu auparavant grâce à la Tabula Hebana. Le senatus consulte était aussi très fragmentairement connu par une autre table de bronze.